# Umor Christine Marie Williams
Christina Marie Williams, * 1. maj 1985, † 12. junij 1998
Christina je bila 13-letna ameriška deklica, ki je bila ugrabljena v Seasideu v Kaliforniji dne 12. junija 1998, ko je sprehajala svojega psa Grega na območju Fort Orda. 

## Življenje
Williams se je rodila v prefekturi Okinava Japonskem  filipinski materi  in ameriškemu očetu, ki je bil glavni podčastnik v mornarici Združenih držav Amerike.  V času ugrabitve je obiskovala srednjo šolo Fitch v Seasideu v Kaliforniji.  Preden se je preselila v Kalifornijo je z družino živela v mornariškem oporišču Yokosuka na Japonskem.

## Ugrabitev
Williamsova je svoj dom zapustila okoli 7.30 popoldne.  Njen pes Greg se je uro kasneje vrnil domov in vlekel za seboj povodec.  Primer je pritegnil široko pozornost nacionalnih medijev. 
Natančno sedem mesecev kasneje, 12. januarja 1999, so v nekdanji vojaški bazi Fort Ord našli truplo, ki je bilo približno 5 kilometrov stran od doma Williamsovih. Posmrtne ostanke so identificirali kot ostanke Christine Williams. Območje, kjer so jo našli, so že preiskali, vendar takrat niso našli ničesar.  Oseba, ki je našla Williamsovo truplo je bil botanik s kalifornijske univerze v Santa Cruzu. 

## Posledice
Več znanih osebnosti, med njimi Clint Eastwood,  Mariah Carey,  in Reggie Jackson so javno izrazili sožalje staršem.  Njena ugrabitev je prizadela mnoge ljudi, vključno z Williamsovimi nekdanjimi prijatelji na Japonskem. Njena družina se je kasneje preselila na Florido.  Leta 2006 je bil primer še vedno odprt in za informacije, ki bi vodile do odgovornih za njeno smrt, so ponudili tudi nagrado do 100.000 ameriških dolarjev.  Na kalifornijski univerzi Berkeley štipendijo so ustanovili štipendijo v njenem imenu. 

## Osumljenec in aretacija
Mediji so poročali, da je Charles Holifield osumljenec za umor.  Charles je bil že v zaporu zaradi poskusa ugrabitve in posilstva najstnice.  Leta 2011 je Holifieldova bivša punca zavrnila alibi za Holifielda, ki si ga je dala leta 1998, in dejala, da so ji že prej grozili, če ga umakne.  Leta 2016 je bilo ugotovljeno, da se DNK na Williamsovih oblačilih ujema s Holifieldovo DNK.  Dne 6. aprila 2017 je okrožni državni tožilec okrožja Monterey napovedal, da bo Holifield aretiran in obtožen umora.  Sojenje za smrtno kazen za Holifielda je bilo prvotno predvideno na oktober 2019, vendar je bilo preloženo.  Decembra 2019 se je Holifield odpovedal pravici do sojenja pred poroto, da bi odstranil možnost smrtne kazni.  Poleg tega pa se je Holifield odpovedal tudi svojim pravicam do sodnih in pritožbenih postopkov.  2. marca 2020 se je začelo sojenje brez porote.  20. marca je sodnica Pamela Butler spoznala Holifielda za krivega umora Williamsa. Holfieldu je bila sojena dosmrtna ječa brez pogojnega izpusta. 